# 주디스 버틀러
주디스 버틀러(Judith Butler, 1956년 2월 24일 ~ )는 미국의 철학자이자 젠더 이론가로, 그의 저작은 정치 철학, 윤리학, 여성주의, 퀴어 이론, 문학 이론에 영향을 주었다.  1993년부터 캘리포니아 대학교 버클리에서 강의하고 있으며 현재는 비교 문학 학부와 비평 이론 프로그램의 맥신 엘리엇 교수(Maxine Elliot Professor)이자 유러피언 그래주엇 스쿨(European Graduate School)의 한나 아렌트 교수(Hannah Arendt Chair)이다.
학문적으로 버틀러는 젠더에 대한 인식에 도전하고 젠더 수행성(gender performativity) 이론을 발전시킨 저작인 《젠더 트러블》(Gender Trouble: Feminism and the Subversion of Identity), 《바디스 댓 매터》(Bodies That Matter: On the Discursive Limits of Sex)로 잘 알려져 있으며, 이 이론은 현재 여성, 퀴어 연구에서 중심적인 역할을 하고 있다. 그의 저작은 젠더 연구와 담화에서의 수행성을 강조하기 위하여 종종 영화 연구에서도 활용되고 있다. 또한 성소수자 권리 운동도 적극적으로 지지하고 있으며, 다수의 정치적인 문제에 대하여 의견을 피력하고 있다. 특히 이스라엘의 정치와 이스라엘 팔레스타인 분쟁에 대한 그 영향에 대해서는 이스라엘이 유대인이나 유대인의 선택을 대표하는 것으로 여겨지지 않고 그런 것으로 받아들여져서도 안된다고 강조하며 매우 강력히 비판하고 있다.

## 영향
버 저작은 여성주의, 퀴어 이론, 대륙 철학에 영향을 주었다. 정신분석학, 문학, 영화, 퍼포먼스 연구, 비주얼 아트 등 다른 학문 분야에 대한 기여 또한 상당하다. 젠더 수행성에 대한 버틀러의 이론은 학계에서 젠더와 퀴어 정체성에 대한 이해를 바꾸었을 뿐만 아니라 전세계에서 다양한 종류의 정치적 활동, 특히 퀴어 운동을 형성시켰다. 또한 버틀러의 저작은 젠더 교육, 성소수자 육아, 트랜스젠더 비병리화에 대한 현대적 논쟁을 다루고 있다. 교황으로 선출되기 전, 베네딕토 16세는 버틀러의 젠더에 대한 주장을 반박하는 몇 페이지의 글을 쓰기도 하였다.
다수의 학자와 정치 활동가는 버틀러의 섹스/젠더 이분법으로부터의 급진적인 결별과, 여성주의와 퀴어 방법론, 사상, 연구에 대변혁을 일으킨, 권력이 주체를 형성하는 것을 돕는다는 주장을 비롯한 젠더에 대한 그의 비본질주의적 개념을 지지한다.
몇몇 비평가는 그의 난해한 산문 스타일 때문에 버틀러를 엘리트주의자라고 비판하는 한편, 다른 비평가는 그가 젠더를 "담론"으로 축소하고 젠더 주의주의(voluntarism)의 형성을 촉진시켰다고 주장한다. 예를 들어, 수전 바르도(Susan Bordo)는 몸은 젠더의 주요한 부분이라고 주장하고, 버틀러의 "수행되는 것"으로서의 젠더 개념을 반대하며, 버틀러가 젠더를 "언어"로 축소시켰다고 주장하였다. 특히 마사 누스바움은 버틀러에 대한 강경한 비판자로, 버틀러가 J. L. 오스틴의 아이디어를 오독하고, 잘못된 법적 주장을 하였으며, 버틀러가 지지하는 전복적 실행을 지도하기 위한 규범적 윤리 이론을 제공하지 못했다고 주장하였다.

## 같이 보기
- 수행성
- 젠더 수행성